# Robert Indiana

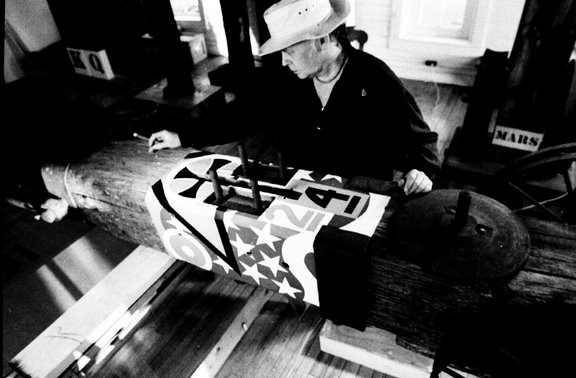
'Robert Indiana i arbete.

Robert Indiana, född Robert Clark den 13 september 1928 i New Castle i Indiana, död 19 maj 2018 i Vinalhaven i Knox County i Maine, var en amerikansk målare och skulptör, som förknippas med popkonströrelsen. Hans mest kända bild är den kvadratiskt skrivna ordbilden LOVE.

## Biografi
Indiana flyttade till New York 1954, där han gick med i popkonströrelsen. Hans infallsvinkel var ett egenartat bildspråk av kommersiell natur blandat med existentialism, som gradvis rörde sig mot vad Indiana kallar ”skulpturdikter.” Indianas alster består ofta av stora, enkla ikonartade bilder, oftast siffror och korta ord som ”EAT”, ”HUG”, och ”LOVE”. Han är också känd för att ha målat basketbollplanen i Milwaukee som basketbollslaget Milwaukee Bucks tidigare använde, med stora M på ömse planhalva. Hans skulptur i skyskrapan Taipei 101:s foajé, kallad 1-0 (2002, aluminium), består av flerfärgade siffror som leder tankarna till världshandelsdriften och spår av mänskligt liv.
Indiana verkade även som teaterscenograf och kostymdesigner, bland annat på Santa Fe-operans uppsättning av Virgil Thomsons opera The Mother of Us All, som bygger på suffragetten Susan B. Anthony liv. Efter 11 september-attackerna 2001 gjorde Indiana en serie fredsmålningar, som ställdes ut i New York 2004.
Indiana var bosatt i östaden Vinalhaven i Maine från 1978. Han medverkade i Andy Warhols film Eat 1964, som är en enda 45-minuterstagning av Indiana ätandes en svamp.

## LOVE

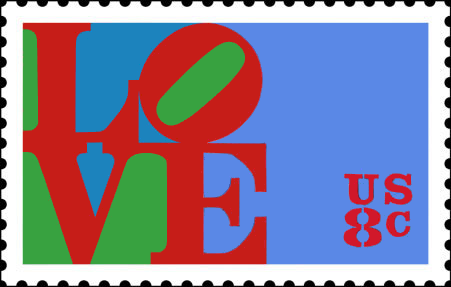
LOVE-frimärke

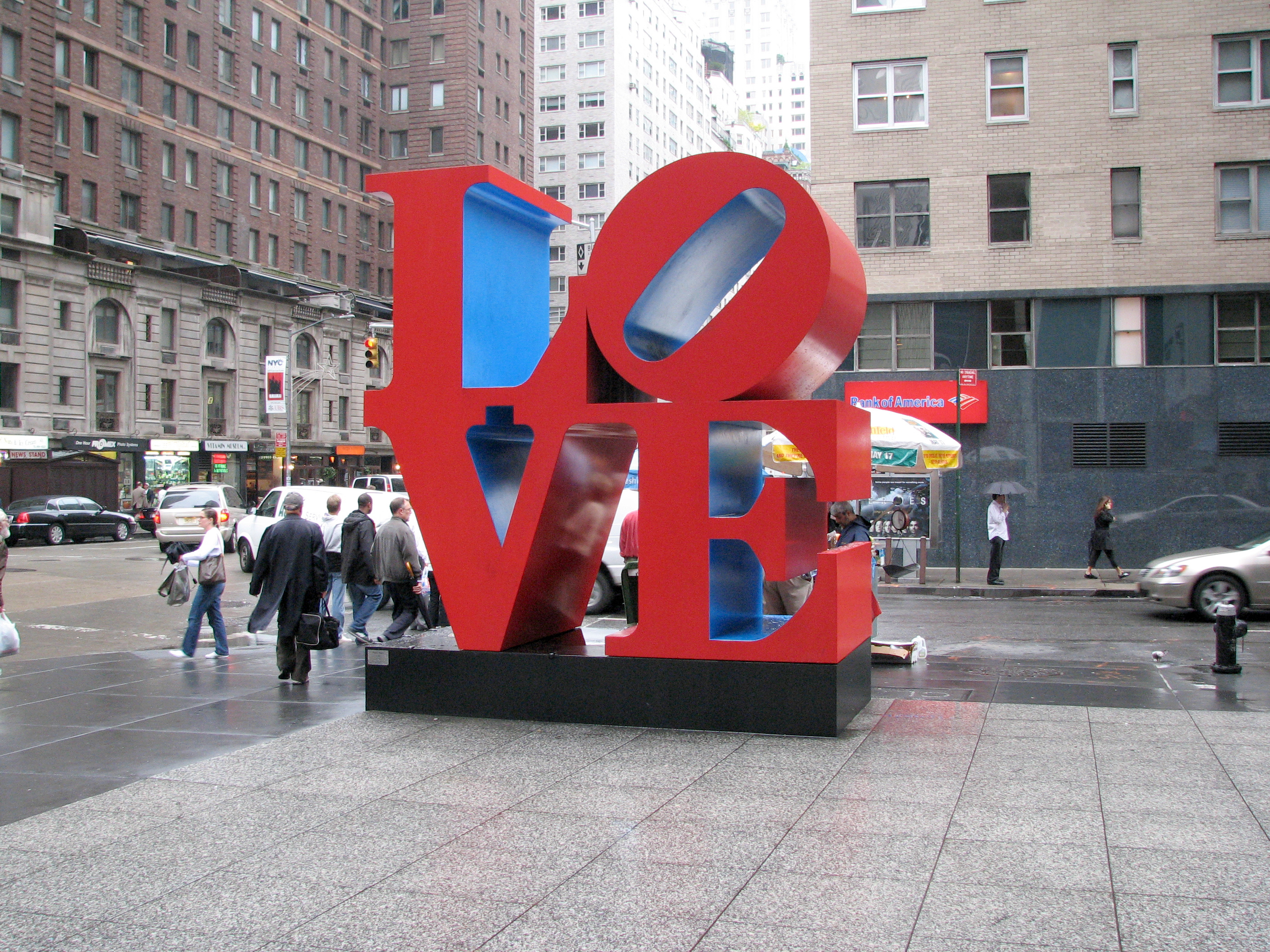
Skulptur på Manhattan i New York

Robert Indianas mest kända bild är ordet love (engelska för kärlek) skrivet med versaler, kvadratiskt placerade med lutande O. Denna bild, som ursprungligen togs fram för ett julkort för Museum of Modern Art 1964, kom med på ett av Amerikanska postverkets frimärken 1973, deras första ordinarie love-frimärksserie.
Skulpturversioner av bilden har placerats på följande platser i Förenta staterna:
- Sixth Avenue i New York
- E W Fairchild-Martindale Library, Lehigh University Asa Packer Campus
- Pratt Institute i Brooklyn, New York
- Indianapolis Museum of Art, Indianapolis, Indiana
- Scottsdale's Civic Center
- "LOVE Park" i Philadelphia
- New Orleans Museum of Arts skulpturträdgård
- Middlebury College, Vermont ,
- University of Pennsylvania, Philadelphia
- Museum of Art vid Brigham Young University, Utah
- Ursinus College i Collegeville, Pennsylvania
- Simbassängområdet i Red Rock Resort Spa and Casino i Las Vegas
- Wichita State University i Wichita, Kansas
- City Park i New Orleans

Utanför Förenta staterna har skulpturversioner av Indianas bild placerats på följande platser:
- Taipei 101 i Taipei, Taiwan (ställer även ut Indianas 1-0)
- Shinjuku I-LAND Tower i kontorsdistriktet i västra Shinjuku i Tokyo, Japan
- Orchard Road i Singapore
- Plaza del Sagrado Corazón i Bilbao, Baskien, Spanien
- Hotel XIX i Montréal, Kanada
- Utanför 1445 West Georgia Street i Vancouver, Kanada
- Praca do Rossio i Lissabon, Portugal

En Indiana-skulptur föreställande det hebreiska ordet för kärlek (ahava) finns utställd i  Israel Museum i Jerusalem i Israel.

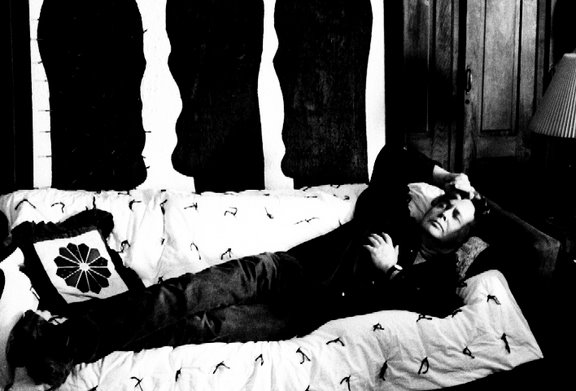
Robert Indiana vilar sig.
(foto: Charles Rotmil)

### Upphovsrättsstatus
Indiana underlät att registrera upphovsrätt för sin populära bild och fann det svårt att undvika otillåten användning. Bilden har blivit reproducerad oändligt antal gånger i skulpturer, på affischer och skrivbordsutsmyckningar. Den har återskapats på hebreiska, kinesiska och spanska. Den påverkade starkt det ursprungliga bokomslaget till Erich Segals roman Love Story. En parodi på bilden förekom på skivomslaget till musikgruppen Rage Against the Machines album Renegades och fanns på skivomslaget till Oasis’ singel Little by Little från albumet Heathen Chemistry. Londonartisten D*Face gjorde nyligen en parodi på bilden med ordet hate (hat) där bokstaven A lutade. Den belgiska artisten Eddy Gabriel gjorde en version med ordet lost (förlorad). Evan Greenfield uppdaterade skulpturen med orden I’m Lovin’ It.

### Rullbrädekultur
LOVE-emblemet har tagits upp av skateboardåkare och återkommer ofta i skateboardtidningar och dito videor. Sedan skateboardåkning förbjudits i Philadelphias LOVE-park används emblemet av en organisation som motsätter sig förbudet.

Indiana finns representerad vid bland annat British Museum, Victoria and Albert Museum, Metropolitan Museum, Museum of Modern Art, Moderna museet, Göteborgs konstmuseum, Cleveland Museum of Art, Nelson-Atkins Museum of Art, National Gallery of Victoria, Whitney Museum of American Art,
Museum Boijmans Van Beuningen, Louisiana, Philadelphia Museum of Art, Minneapolis Institute of Art, Tate Modern, Auckland Art Gallery, Art Institute of Chicago, National Gallery of Art, San Francisco Museum of Modern Art och Smithsonian American Art Museum